# Das Fürstenkind (Operette)
Das Fürstenkind ist eine Operette in zwei Akten mit einem Vorspiel von Franz Lehár. Das Libretto stammt von Victor Léon unter Verwendung einer Figur aus dem Roman Le roi des montagnes von Edmond About. Das Werk erlebte seine Uraufführung am 7. Oktober 1909 im Johann Strauß-Theater in Wien.

## Handlung
Die Operette spielt in Griechenland zu Beginn des 20. Jahrhunderts. Bei dem Fürstenkind handelt es sich um die Prinzessin Photini. Diese liebt einen amerikanischen Offizier, der einen berüchtigten Verbrecher aufspüren will. Beide wissen nicht, dass es sich bei dem Verbrecher um Photinis Vater Hadschi handelt, der ein Doppelleben führt. Um diese Ausgangslage herum gestaltet sich die weitere Handlung.

## Rezeption
Die Operette Das Fürstenkind wurde von Franz Lehár komponiert. Sie entstand etwa gleichzeitig mit der nur wenig später, nämlich am 12. November 1909, uraufgeführten Operette Der Graf von Luxemburg. Im Gegensatz zu diesem Werk konnte sich das Fürstenkind aber nicht auf den Spielplänen der Theater durchsetzen. Auch einer im Jahr 1932 entstandene Neufassung unter dem Titel Der Fürst der Berge war kein Erfolg beschieden. Heute wird die Operette als Gesamtwerk – wenn überhaupt – nur noch selten aufgeführt.

## Veröffentlichungen
Gemäß dem geringen Bekanntheitsgrades der Operette gibt es wenige Veröffentlichungen. Richard Tauber sang 1932 daraus die Lieder Schweig, zagendes Herz und Freiheit, du bist unser Leben (Rolle des Stavros). Franz Schönbaumsfeld leitete dabei das Odeon-Künstler-Orchester. 1946 sang Tauber unter dem Dirigat von Lehár selbst in einer Aufnahme des Schweizer Radiosenders Beromünster nochmals Schweig, zagendes Herz. Der Österreichische Rundfunk veröffentlichte 1967 eine Funkfassung der Operette, es dirigierte Max Schönherr das Große Wiener Rundfunkorchester. Die Aufnahme ist auf CD erhältlich. Am 28. November 2010 wurde die Operette am Prinzregententheater in München aufgeführt und mitgeschnitten. Ulf Schirmer leitete das Münchner Rundfunkorchester. Die Aufnahme wurde vom Label CPO veröffentlicht.

## Musiknummern der Operette
Dem Booklet der oben erwähnten CD-Aufnahme des Labels CPO sind folgende Musiknummern entnommen. Die Nummern entsprechen Lehárs Partitur.
- Nr. 1 Trio
- Nr. 2 Duett: Papa ich bin verliebt
- Nr. 3 Terzett und Lied: Mutter ging schlafen
- Nr. 4 Pallikarenlied: Lange Jahre, Bange Jahre
- Nr. 5 Finale I
- Nr. 5 1/2 Entr'act: Räubermarsch
- Nr. 6 Ensemble
- Nr. 7 Lied: Kindchen sei hübsch brav
- Nr. 8 Duett: Ich diene so gerne den Damen
- Nr. 8a Musikalische Szene
- Nr. 9 Ensemble und Duett: Wüsstest Du Mädchen, wie wohl das tut
- Nr. 10 Ensemble
- Nr. 11 Finale II
- Nr. 11a Intermezzo (Resignation)
- Nr. 12 Quintett: Walzer, wer hat Dich wohl erdacht
- Nr. 13 Duett: Jung und alt
- Nr. 14 Melodram

## Trivia
Franz Lehár komponierte diese Operette zeitgleich mit dem Grafen von Luxemburg und Zigeunerliebe. Er glaubte irrigerweise, dass das Fürstenkind von den drei Stücken das erfolgreichste Werk werden würde.